# Мишка лучна
Мишка лучна, або миша-крихітка (Micromys minutus) — ссавець з родини мишевих, роду мишок (бадилярок, Micromys). Був єдиним представником свого роду, доки 2009 року не описали вид Micromys erythrotis (мешкає, принаймні в південному Китаї й північному В'єтнамі). Також відомо приблизно 10 вимерлих видів Micromys. Мишка лучна поширена в північній і центральній частині Євразії. Відома також як миша маленька або крихітка.

## Розповсюдження
Зустрічається у лісовій та лісостеповій зоні у Європі, в Казахстані, на півдні Сибіру, Далекому Сході, в Монголії, на сході Китаю, в Японії, Гімалаях. Підіймається у гори до висоти 2200 м. Живе на луках, у чагарниках, полях, городах.

## Будова та спосіб життя

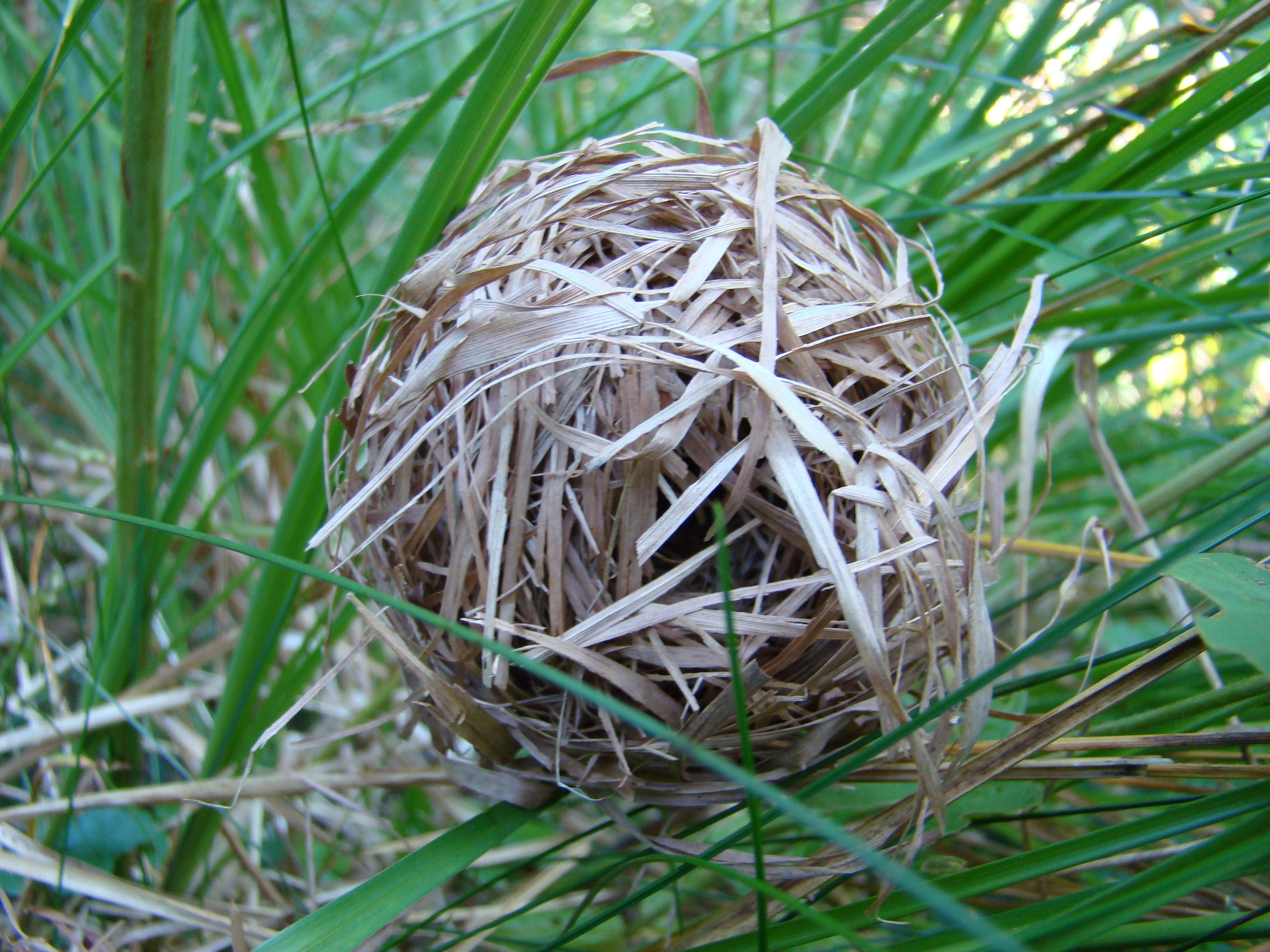
Гніздо мишки

В Україні є найменшим за розмірами представником гризунів. Довжина 50–66 мм, хвоста 49–56 мм, вага 7–10 г. Тривалість життя становить 1.5 роки (у неволі 4–5 років). Забарвлення спини — кольору охри з різними відтінками, черево – біле. Очі та вуха невеликі. Хвіст довгий, допомагає тварині чіплятись за стебла рослин. Гніздо робить на землі або на стеблах рослин. Зимою може ховатися у скиртах сіна або інших укриттях. Живиться насінням, ягодами та комахами. Великої шкоди сільському господарству не завдає.

## Розмноження
Розмножуватись тварини починають з кінця квітня, впродовж теплого сезону потомство з'являється 3–4 рази, самка приносить 3–6 (іноді до 10) сліпих та голих мишенят. Тривалість вагітності — 21 день. Вага новонароджених — 0,7–1 г, довжина — до 15 мм. Очі відкриваються у віці 8–10 діб. Самостійне життя починають у віці 15 діб. Статевої зрілості досягають на 45 день.